# Raf Baldassarre
Raffaele Baldassarre, detto Raf (Giurdignano, 24 settembre 1931 – Roma, 17 gennaio 1995), è stato un attore italiano.

## Biografia
Grazie alla sua fotogenia e al fatto di essere un ottimo cascatore, trova facilmente collocazione nel cinema avventuroso degli anni cinquanta e sessanta (Il pirata dello sparviero nero di Sergio Grieco, Sandokan alla riscossa di Luigi Capuano) e nel filone peplum (Ulisse contro Ercole di Mario Caiano, Ercole al centro della Terra di Mario Bava), nei quali interpreta solitamente personaggi di secondo piano o il ruolo dell'antagonista. Nel secondo lustro degli anni sessanta prende parte al filone nascente del western all'italiana coprodotto da Italia e Spagna diventandone un attivo caratterista, adottando per l'occasione lo pseudonimo americaneggiante di Ralph Baldwin o Baldwyn; partecipa, fra gli altri, a Per un pugno di dollari di Sergio Leone e Blindman di Ferdinando Baldi.
Negli anni settanta volge verso altri generi, come la commedia sexy col film Cugini carnali di Sergio Martino, seguito da Le seminariste, diretto da Guido Leoni e prodotto dallo stesso Baldassarre, partecipando anche al film-scandalo Piccole labbra di Mimmo Cattarinich. Dopo altre due commedie all'inizio degli anni ottanta (La moglie in bianco... l'amante al pepe e La dottoressa preferisce i marinai, dirette da Michele Massimo Tarantini), una partecipazione al film di Dino Risi Fantasma d'amore, con Marcello Mastroianni, abbandona il grande schermo. Uno dei suoi ultimi lavori è una collaborazione con Tele Lecce Barbano, per un film a carattere religioso, in cui egli è il narratore, girato nel 1980, anno in cui Giovanni Paolo II giunse in visita a Otranto.

## Filmografia
- Il corsaro della mezza luna, regia di Giuseppe Maria Scotese (1957)
- Il pirata dello sparviero nero, regia di Sergio Grieco (1958)
- Pia de' Tolomei, regia di Sergio Grieco (1958)
- Le notti di Lucrezia Borgia, regia di Sergio Grieco (1959)
- La notte del grande assalto, regia di Giuseppe Maria Scotese (1959)
- Salambò, regia di Sergio Grieco (1960)
- La regina dei tartari, regia di Sergio Grieco (1960)
- I giganti della Tessaglia (Gli Argonauti), regia di Riccardo Freda (1960)
- La Venere dei pirati, regia di Mario Costa (1960)
- La schiava di Roma, regia di Sergio Grieco e Franco Prosperi (1961)
- Capitani di ventura, regia di Angelo Dorigo (1961)
- Ercole alla conquista di Atlantide, regia di Vittorio Cottafavi (1961)
- Rosmunda e Alboino, regia di Carlo Campogalliani (1961)
- Nefertite, regina del Nilo, regia di Fernando Cerchio (1961)
- Ercole al centro della Terra, regia di Mario Bava (1961)
- Solimano il conquistatore, regia di Vatroslav Mimica e Mario Tota (1961)
- Gli invasori, regia di Mario Bava (1961)
- Ulisse contro Ercole, regia di Mario Caiano (1962)
- Il figlio del capitan Blood, regia di Tulio Demicheli (1962)
- Il gladiatore di Roma, regia di Mario Costa (1962)
- I normanni, regia di Giuseppe Vari (1962)
- Il colpo segreto di d'Artagnan, regia di Siro Marcellini (1962)
- L'ombra di Zorro, regia di Joaquín Luis Romero Marchent (1962)
- I tre implacabili (Tres Hombres buenos), regia di Joaquín Luis Romero Marchent (1963)
- Il boia di Venezia, regia di Luigi Capuano (1963)
- Il segno del Coyote, regia di Mario Caiano (1963)
- Giorno di fuoco a Red River (José María), regia di Josep Maria Forn (1963)
- Sandokan alla riscossa, regia di Luigi Capuano (1964)
- Per un pugno di dollari, regia di Sergio Leone (1964)
- I sette del Texas (Antes llega la muerte), regia di Joaquín Luis Romero Marchent (1964)
- Sette a Tebe, regia di Luigi Vanzi (1964)
- Mani di pistolero (Ocaso de un pistolero), regia di Rafael Romero Marchent (1965)
- Django killer per onore (El proscrito del río Colorado), regia di Maury Dexter (1965)
- Sette ore di fuoco (Aventuras del Oeste), regia di Joaquín Luis Romero Marchent (1965)
- Solo contro tutti, regia di Antonio del Amo (1965)
- Viva Gringo (Das Vermächtnis des Inka), regia di Georg Marischka (1965)
- A 001, operazione Giamaica, regia di Ernst Ritter von Theumer (1965)
- I 4 inesorabili, regia di Primo Zeglio (1965)
- I tre del Colorado, regia di Amando de Ossorio (1966)
- Il gioco delle spie, regia di Paolo Bianchini (1966)
- Un uomo e una colt (Un hombre y un colt), regia di Tulio Demicheli (1967)
- Un dollaro tra i denti, regia di Luigi Vanzi (1967)
- Un uomo, un cavallo, una pistola, regia di Luigi Vanzi (1967)
- El Rojo, regia di Leopoldo Savona (1967)
- I morti non si contano (¿Quién grita venganza?), regia di Rafael Romero Marchent (1968)
- Lo straniero di silenzio, regia di Luigi Vanzi (1968)
- Il suo nome gridava vendetta, regia di Mario Caiano (1968)
- Tutto per tutto, regia di Umberto Lenzi (1968)
- Luana la figlia delle foresta vergine, regia di Roberto Infascelli (1968)
- Niente rose per OSS 117, regia di Renzo Cerrato e Jean-Pierre Desagnat (1968)
- Una pistola per cento bare, regia di Umberto Lenzi (1968)
- Il mercenario, regia di Sergio Corbucci (1968)
- Giugno '44 - Sbarcheremo in Normandia, regia di León Klimovsky (1968)
- Anche nel West c'era una volta Dio, regia di Marino Girolami (1968)
- Il grande silenzio, regia di Sergio Corbucci (1968)
- Zan, re della giungla (Tarzán en la gruta del oro), regia di Manuel Caño (1969)
- Quinto: non ammazzare, regia di León Klimovsky (1969)
- Tarzana, sesso selvaggio, regia di Guido Malatesta (1969)
- Garringo, regia di Rafael Romero Marchent (1969)
- I diavoli della guerra, regia di Bitto Albertini (1969)
- Arizona si scatenò... e li fece fuori tutti, regia di Sergio Martino (1970)
- Il sapore della vendetta (Persecución hasta Valencia), regia di Julio Coll (1970)
- Ehi amigo... sei morto!, regia di Paolo Bianchini (1970)
- Lo irritarono... e Sartana fece piazza pulita (Un par de asesinos), regia di Rafael Romero Marchent (1971)
- Sei già cadavere amigo... ti cerca Garringo (Abre tu fosa, amigo... llega Sábata), regia di Juan Bosch (1971)
- I quattro pistoleri di Santa Trinità, regia di Giorgio Cristallini (1971)
- Il ritorno del gladiatore più forte del mondo, regia di Bitto Albertini (1971)
- Nella stretta morsa del ragno, regia di Antonio Margheriti (1971)
- Il giorno del giudizio, regia di Mario Gariazzo (1971)
- Blindman, regia di Ferdinando Baldi (1971)
- Zambo, il dominatore della foresta, regia di Bitto Albertini (1972)
- I corvi ti scaveranno la fossa (Los buitres cavarán tu fosa), regia di Juan Bosch (1972)
- Lo credevano uno stinco di santo (La caza del oro), regia di Juan Bosch (1972)
- La preda e l'avvoltoio (Un dólar de recompensa), regia di Rafael Romero Marchent (1972)
- Piazza pulita, regia di Luigi Vanzi (1973)
- Il re della mala (Zinksärge für die Goldjungen), regia di Jurgen Roland (1973)
- Dagli archivi della polizia criminale, regia di Paolo Lombardo (1973)
- Cugini carnali, regia di Sergio Martino (1974)
- Quel ficcanaso dell'ispettore Lawrence (Los mil ojos del asesino), regia di Juan Bosch (1974)
- Le calde labbra del carnefice (La muerte llama a las 10), regia di Juan Bosch (1974)
- Gatti rossi in un labirinto di vetro, regia di Umberto Lenzi (1975)
- Safari Express, regia di Duccio Tessari (1976)
- Geometra Prinetti selvaggiamente Osvaldo, regia di Ferdinando Baldi (1976)
- Get Mean, regia di Ferdinando Baldi (1976)
- Le seminariste, regia di Guido Leoni (1976)
- Piccole labbra, regia di Mimmo Cattarinich (1979)
- Improvviso, regia di Edith Bruck (1979)
- La moglie in bianco... l'amante al pepe, regia di Michele Massimo Tarantini (1981)
- Fantasma d'amore, regia di Dino Risi (1981)
- La dottoressa preferisce i marinai, regia di Michele Massimo Tarantini (1981)
- Thor il conquistatore, regia di Tonino Ricci (1983)
- Hercules, regia di Luigi Cozzi (1983)
- Le avventure dell'incredibile Ercole, regia di Luigi Cozzi (1985)